# Tiffin, Ohio
Tiffin är administrativ huvudort i Seneca County i delstaten Ohio. Orten har fått sitt namn efter politikern Edward Tiffin. Enligt 2010 års folkräkning hade Tiffin 17 963 invånare.

## Kända personer från Tiffin
- Paul Gillmor, politiker
- John R. Goodin, politiker
- Sue Myrick, politiker